# Diocesi di Mbulu
La diocesi di Mbulu (in latino: Dioecesis Mbuluensis) è una sede della Chiesa cattolica in Tanzania suffraganea dell'arcidiocesi di Arusha. Nel 2021 contava 361.383 battezzati su 1.454.270 abitanti. È retta dal vescovo Anthony Lagwen.

## Territorio
La diocesi comprende parte della regione del Manyara in Tanzania.
Sede vescovile è la città di Mbulu, dove si trova la Sanu Cathedral.
Il territorio si estende su 16.057 km² ed è suddiviso in 54 parrocchie.

## Storia
La prefettura apostolica di Mbulu fu eretta il 14 aprile 1943 con la bolla Ad evangelizationis di papa Pio XII, ricavandone il territorio dai vicariati apostolici di Tabora (oggi arcidiocesi) e del Kilimanjaro (oggi diocesi di Moshi) e dalla prefettura apostolica di Dodoma (oggi arcidiocesi).
Il 10 gennaio 1952 la prefettura apostolica fu elevata a vicariato apostolico con la bolla Non mediocri dello stesso papa Pio XII.
L'anno dopo, il 25 marzo 1953 il vicariato apostolico è stato ulteriormente elevato a diocesi con la bolla Quemadmodum ad Nos sempre del papa Pio XII. Originariamente era suffraganea dell'arcidiocesi di Dar-es-Salaam.
Il 25 marzo 1972 ha ceduto una porzione del suo territorio a vantaggio dell'erezione della diocesi di Singida.
Il 16 marzo 1999 è entrata a far parte della provincia ecclesiastica dell'arcidiocesi di Arusha.

## Cronotassi dei vescovi
Si omettono i periodi di sede vacante non superiori ai 2 anni o non storicamente accertati.
- Patrick Winters, S.A.C. † (28 gennaio 1944 - 3 luglio 1971 dimesso)
- Nicodemus Atle Basili Hhando † (3 luglio 1971 - 7 marzo 1997 dimesso)
- Jude Thaddaeus Ruwa'ichi, O.F.M.Cap. (9 febbraio 1999 - 15 gennaio 2005 nominato vescovo di Dodoma)
- Beatus Kinyaiya, O.F.M.Cap. (22 aprile 2006 - 6 novembre 2014 nominato arcivescovo di Dodoma)
  - Sede vacante (2014-2018)
- Anthony Lagwen, dal 22 maggio 2018

## Statistiche
La diocesi nel 2021 su una popolazione di 1.454.270 persone contava 361.383 battezzati, corrispondenti al 24,8% del totale.
| anno | popolazione | popolazione | popolazione | presbiteri | presbiteri | presbiteri | presbiteri                | diaconi | religiosi | religiosi | parrocchie |
| anno | battezzati  | totale      | %           | numero     | secolari   | regolari   | battezzati per presbitero | diaconi | uomini    | donne     | parrocchie |
| ---- | ----------- | ----------- | ----------- | ---------- | ---------- | ---------- | ------------------------- | ------- | --------- | --------- | ---------- |
| 1949 | 10.000      | 500.000     | 2,0         | 18         | 6          | 12         | 555                       |         | 15        | 5         | 9          |
| 1969 | 53.950      | ?           | ?           | 31         | 12         | 19         | 1.740                     |         | 22        | 23        | 17         |
| 1980 | 64.440      | 437.800     | 14,7        | 30         | 15         | 15         | 2.148                     |         | 17        | 65        | 22         |
| 1990 | 134.594     | 630.000     | 21,4        | 39         | 21         | 18         | 3.451                     |         | 23        | 68        | 27         |
| 1999 | 225.809     | 842.000     | 26,8        | 58         | 39         | 19         | 3.893                     |         | 24        | 59        | 33         |
| 2000 | 241.271     | 701.406     | 34,4        | 72         | 46         | 26         | 3.350                     |         | 33        | 71        | 34         |
| 2001 | 209.666     | 701.406     | 29,9        | 75         | 42         | 33         | 2.795                     |         | 41        | 97        | 35         |
| 2002 | 217.279     | 701.406     | 31,0        | 74         | 42         | 32         | 2.936                     |         | 49        | 97        | 36         |
| 2003 | 226.559     | 924.462     | 24,5        | 79         | 44         | 35         | 2.867                     |         | 47        | 114       | 36         |
| 2004 | 242.698     | 924.462     | 26,3        | 79         | 46         | 33         | 3.072                     |         | 54        | 175       | 36         |
| 2013 | 303.443     | 1.148.000   | 26,4        | 103        | 69         | 34         | 2.946                     |         | 52        | 224       | 44         |
| 2016 | 339.619     | 1.250.417   | 27,2        | 109        | 67         | 42         | 3.115                     |         | 64        | 254       | 50         |
| 2019 | 334.257     | 1.368.140   | 24,4        | 113        | 75         | 38         | 2.958                     |         | 54        | 281       | 50         |
| 2021 | 361.383     | 1.454.270   | 24,8        | 118        | 75         | 43         | 3.062                     |         | 61        | 327       | 54         |